# Filo Mining
Filo Mining Corp. var ett kanadensiskt gruvföretag inom Lundinsfären. Det bildades 2016, då Ngex Resources omorganiserade företagets Filo del Sol-projekt till det helägda dotterbolaget Filo  Mining Corp. och delade ut aktierna till NGex Resources aktieägare. Filo Mining Corp. börsnoterades på Torontobörsen samt på Stockholmsbörsens First North samma år.
Filo del Sol-gruvan ligger i Atacamaregionen i norra Chile vid gränsen till San Juanprovinsen i Argentina, 140 kilometer sydost om staden Copiapó i Chile. Den har koppar-, silver- och guldförande sulfidmalm. Arbete för att förbereda kommersiell brytning har skett av Filo Mining och dess föregångare sedan 1999. Inmutningen ligger i Anderna på en höjd 4 500 och 5 400 meter över havet och arbete kan bara ske under det södra halvklotets sommarsäsong, normalt mellan november och april.
I juli 2024 lade BHP och Lundin Mining ett gemensamt bud på Filo Corp. Efter att affären slutförts i januari 2025 placerades Filo del Sol-projektet tillsammans med det närliggande Josemaria-projektet i ett nytt bolag, Vicuña Corp. Som en följd av detta avnoterades Filo Corp.-aktien den 17 januari 2025.